# Chester J. Lampwick
Chester J. Lampwick är en figur i den amerikanska tecknade komediserien Simpsons. Han är en av Springfields utslagna och hemlösa. Lampwick har emellertid skapat seriefiguren "Itchy the Mouse", som är huvudfigur i den populära TV-serien "Itchy & Scratchy".
Chester Lampwicks seriefigur stals senare av Roger Meyers Sr., som har byggt upp serieimperiet "Itchy and Scratcy International". Imperiet har senare övertagits av Meyers son, Roger Meyers Jr. I ett avsnitt bevisar Lampwick i en rättssak att han är upphovsmannen till "Itchy", och stämmer företaget på en gigantisk summa pengar, som han senare använder till att köpa sig ett hus av massivt guld. Lampwick fördriver därefter sin tid passivt dåsandes i en solstol utanför sin villa, totalt ointresserad av såväl serieskapande som av affärer. Detta resulterar i serieimperiets död, eftersom utbetalningen till Chester Lampwick försatt företaget i konkurs.
Bart och Lisa finner en lösning, men när de precis ska få tag på Roger Meyers har två andra barn, identiska med Bart och Lisa, hunnit före. De har upptäckt att en av Roger Meyers Sr:s andra seriefigurer, en brevbärare, har "lånats" av postverket. Roger Meyers Jr. får därför tillräckligt mycket pengar i skadestånd för att kunna dra igång produktionen igen. Chester J. Lampwicks fortsatta öde är okänt.